# Hermanniella thani
Hermanniella thani är en kvalsterart som beskrevs av Sandór Mahunka 1987. Hermanniella thani ingår i släktet Hermanniella och familjen Hermanniellidae. Inga underarter finns listade i Catalogue of Life.